# San Lorenzo Maggiore
San Lorenzo Maggiore – miejscowość i gmina we Włoszech, w regionie Kampania, w prowincji Benewent.
Według danych na I 2009 gminę zamieszkiwało 2201 osób przy gęstości zaludnienia 136,1 os./1 km².